# Papo-seco

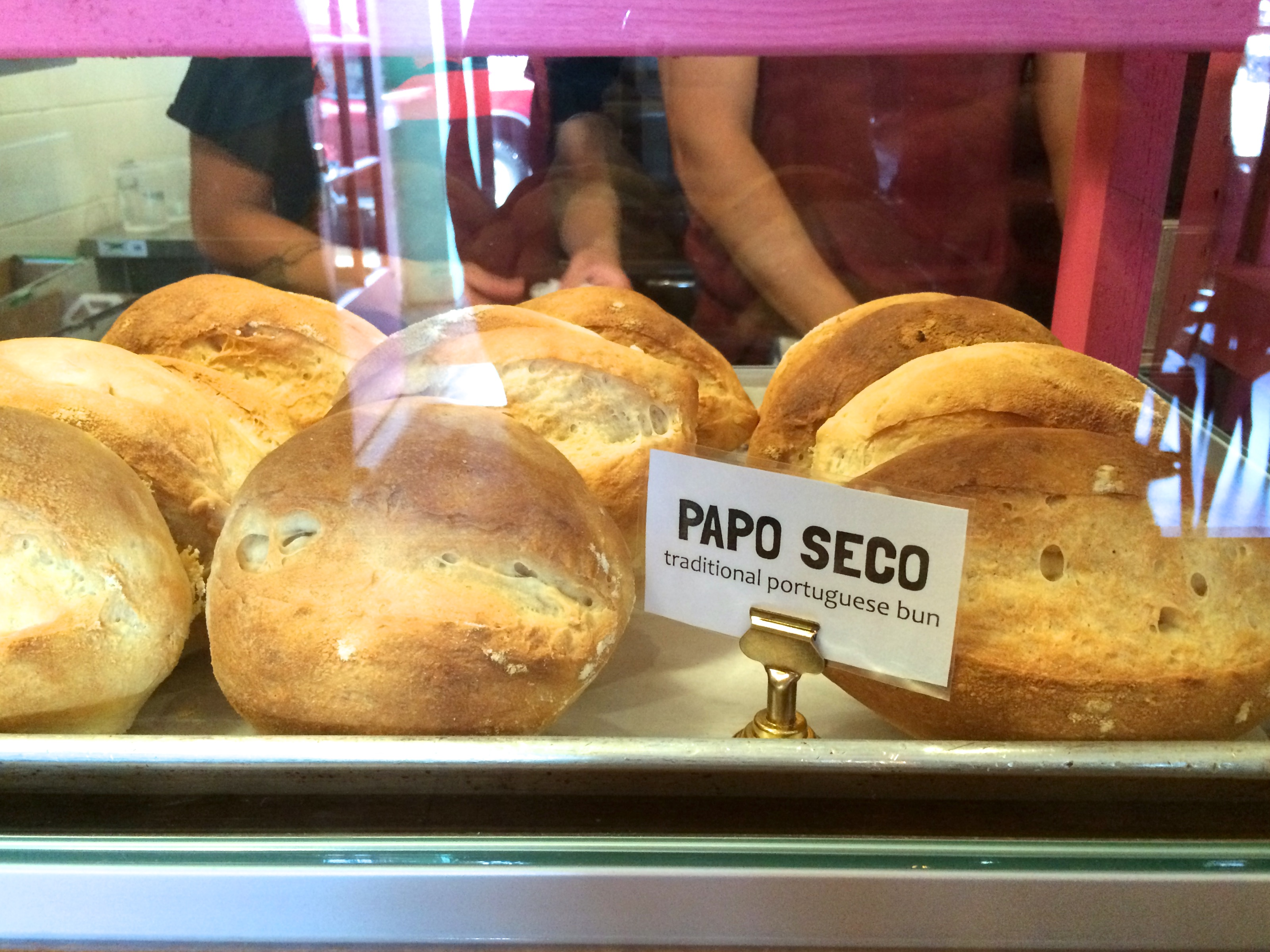
Papo-secos

O papo-seco ou carcaça é um pãozinho tradicional de Portugal, amplamente consumido em todo o país. Apresenta-se como um pequeno pão circular ou oval, com uma crosta estaladiça que combina com o miolo macio. É feito com ingredientes simples, como farinha de trigo, água, fermento, sal e ocasionalmente azeite. Este pão é versátil e é utilizado em várias refeições, incluindo o pequeno-almoço. Também é usado para fazer sanduíches com diversos recheios, desde presunto e queijo até ingredientes tradicionais como o bacalhau. O papo-seco ou carcaça desempenha um papel importante na culinária portuguesa e é amplamente disponível em padarias e mercados locais.
No Brasil, um pãozinho semelhante é chamado de pão francês.